# グラストンベリー・トー
グラストンベリー・トー、グラストンベリー・トア（Glastonbury Tor）は、イギリスのサマセットのグラストンベリー近郊にある丘。海抜145メートルで、丘の頂上付近にある屋根が無い旧聖ミカエル教会が特徴的である。ナショナル・トラストによって管理されている。

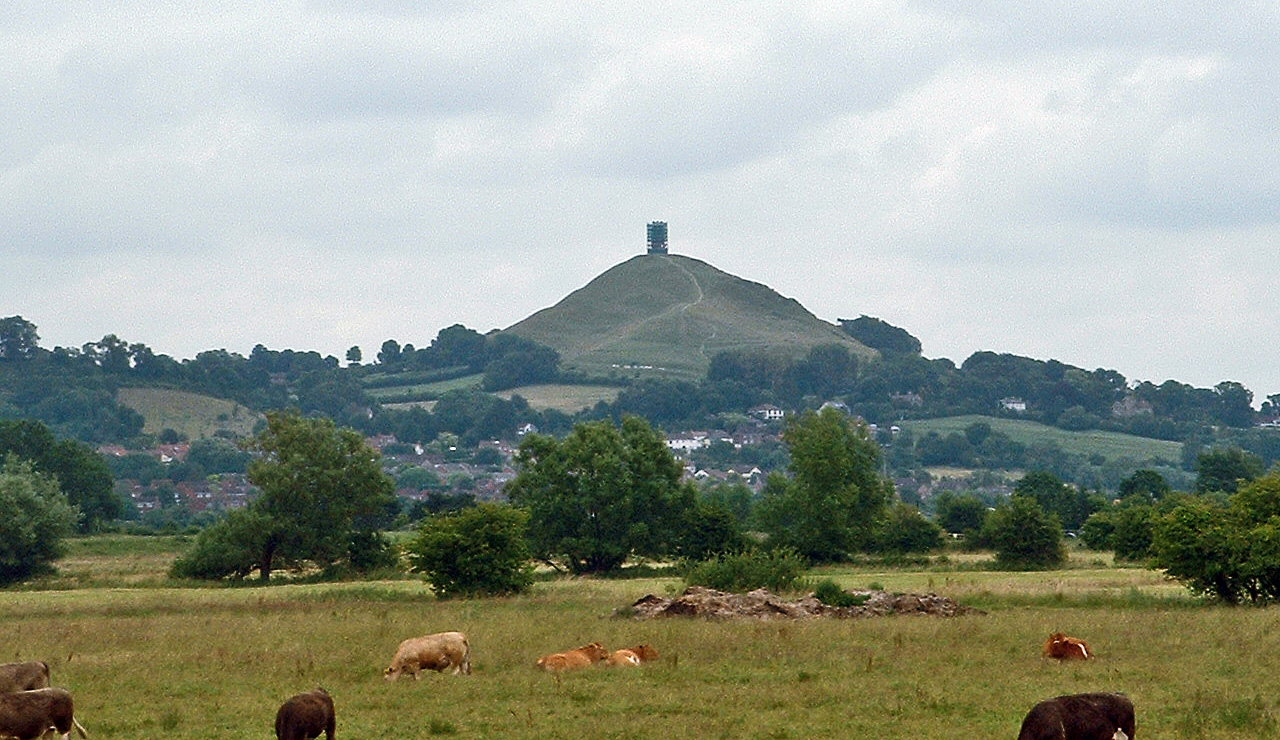
サマセットの農村地帯に突き出たグラストンベリー・トー

## 伝説
かつてサマセット一帯は湖や湿地帯が広がっており、これらが干拓されてしまう以前は、グラストンベリー・トーは島のように湿地の中に浮かんでいた。
最も古い伝説によれば、ケルト神話に登場するアンヌンの王グウィン・アプ・ニーズが住んだ地とされている。
アーサー王伝説に登場する伝説の島・アヴァロンをグラストンベリー・トーに同定する説もあり、12世紀末にはアーサー王とグィネヴィア王妃の遺体とされる骨や棺がグラストンベリー修道院長らによって頂上から「発掘」され、修道院に埋葬されたと伝わっている。
キリスト教にまつわる伝説として、ナザレのイエスの叔父であるアリマタヤのヨセフが錫貿易の旅に幼いイエスを同行させ、この地を訪れた。イエスの死後、ヨセフがアヴァロン島を再訪したところ、地面に置いた荷物が根を生やし「聖なるいばらの冠 (The Holy Thorn)」になったという。また、イギリスの聖杯伝説のひとつでは、ヨセフが持ち込んだ聖杯はヨセフの死と伴にグラストンベリーにほど近いチャリスヒルに葬られたといわれる。ヨセフはグラストンベリー・トーの麓にイギリス初の礼拝堂を建てたとも言われ、後にグラストンベリー修道院へと成長し多くの巡礼者を集めた。グラストンベリー修道院はヘンリー8世の修道院解散によって閉鎖されるが、抵抗した修道士によって聖杯や聖遺物などがグラストンベリー・トーの地下洞窟に隠されたという伝説もある。
レイライン説によれば、グラストンベリー・トーはアーサー王伝説にまつわる遺跡を繋ぐセントメアリー・ラインとセントマイケル・ラインが交叉するポイントに位置すると言う。現代のアーサー王伝説研究家たちは、ダウジングによってグラストンベリー・トーの地下に迷路状の立体構造が確認できたと主張している。また、UFOや宇宙人との遭遇体験など、超常現象の目撃情報が絶えない神秘的な場所としても知られている。

## 文化的影響

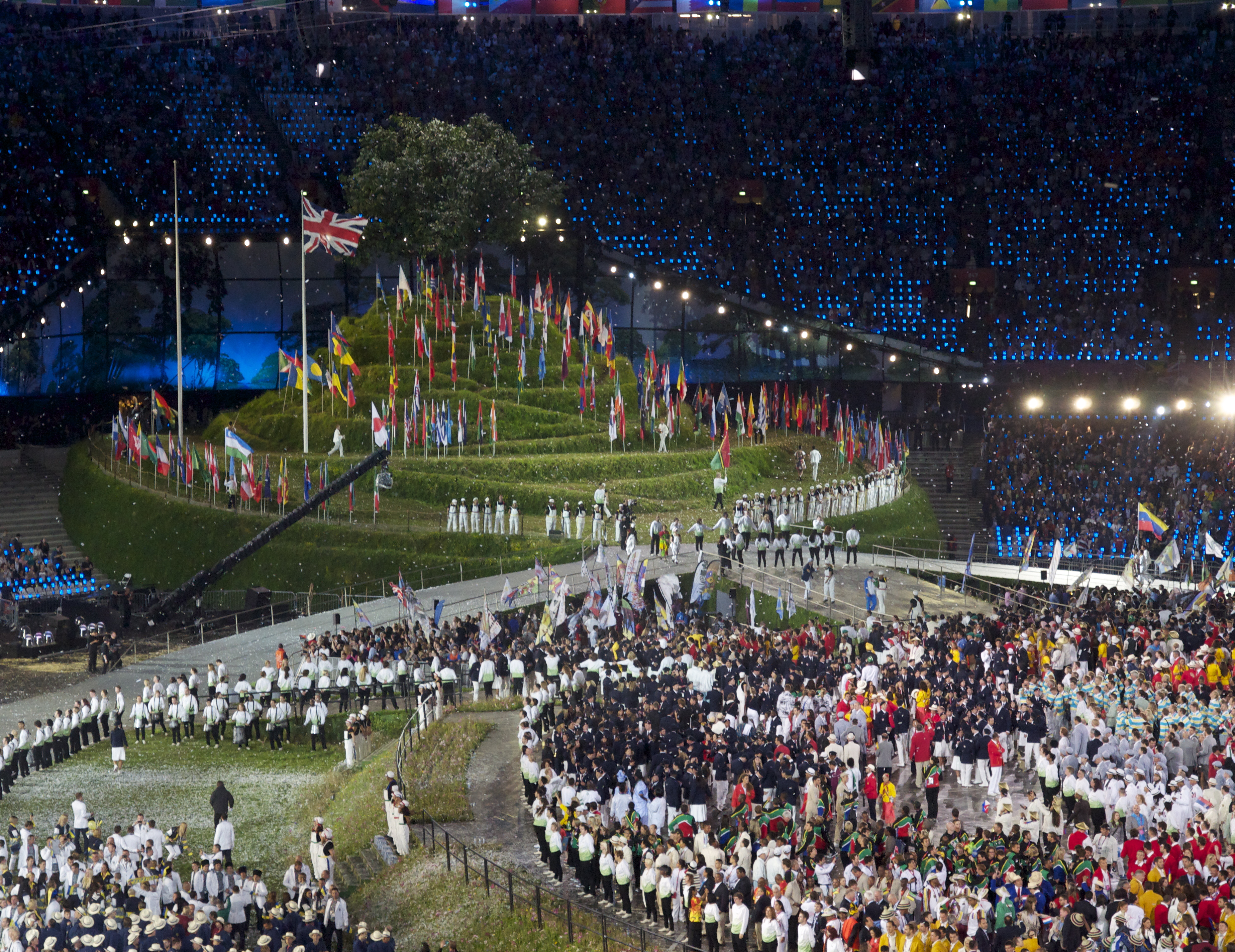
ロンドンオリンピックの開会式、「グラストンベリー・トー丘をモデルにした丘」を取り囲むように立てられた参加国の国旗

2012年ロンドンオリンピックの開会式では、会場にこの丘をモデルにした丘の模型が作られ、アトラクションに中心に位置づけられるとともに参加国の国旗掲揚場所に使用された。